# Alexandre Pessoal
Alexandre Pessoal, nome artístico de Carlos Alexandre Esteves (Rio de Janeiro, 25 de fevereiro 1975 – Rio de Janeiro, 14 de maio de 2014) foi um cantor e compositor de música popular brasileira. Filho do também cantor e compositor Erasmo Carlos.
Foi apresentador do Vasco TV, canal sobre o Vasco da Gama, seu time de coração.

## Discografia
- Primogenitu (2005)

## Morte
Faleceu em 14 de maio de 2014, aos 39 anos de idade, vítima de morte cerebral causada por um acidente de moto em 7 de maio. Ficou em coma induzido, porém não resistiu ao tratamento e faleceu.